# Orłów (Esterka)
Orłów – część wsi Esterka w Polsce, położona w województwie łódzkim, w powiecie skierniewickim, w gminie Nowy Kawęczyn.
W latach 1975–1998 Orłów administracyjnie należał do województwa skierniewickiego.

## Galeria

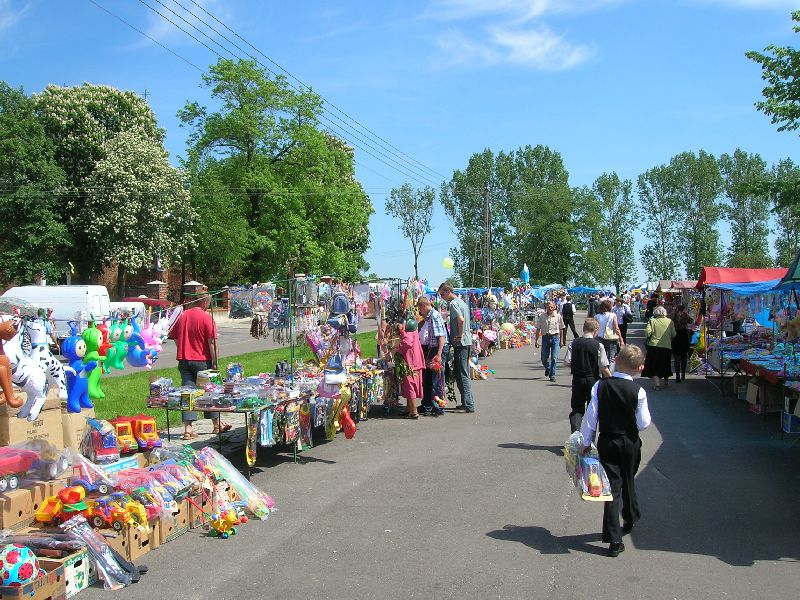
Stragany odpustowe w Orłowie